# بكرت طويل الأوراق
البكرت الطويل الأوراق (باللاتينية: Bellis longifolia) نوع نباتي يتبع جنس البكرت من الفصيلة النجمية.

## الموئل والانتشار
موطنه جزيرة كريت.